# Loudun

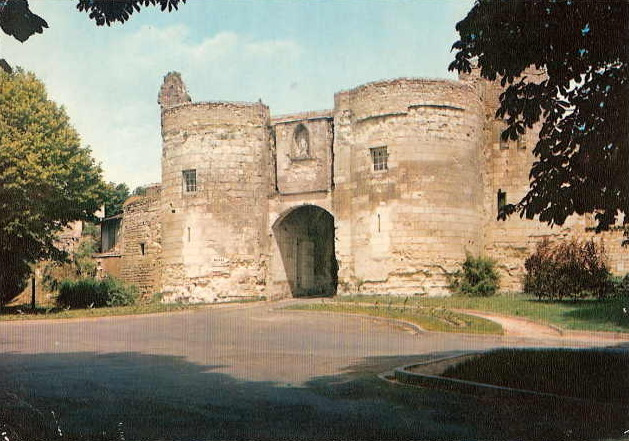
Porte du Martray i Loudun

Loudun är en kommun, belägen i departementet Vienne och regionen Nouvelle-Aquitaine. Dess invånare kallas på franska Loudunaises (f) och Loudunais (m).
Det är en mindre stad med ruiner av ett äldre slott som förstördes av kardinal Richelieu och vars historiska centrum är omgivet av en äldre ringmur. Staden har ett betydelsefullt kulturellt arv med bl.a. sitt Tour Carrée (fyrkantiga tornet, se nedre bilden), sina gränder med medeltidskaraktär, sina vin- och svampkällare och Renaudotmuseet.
1634 drabbades staden av häxprocesser, en händelse som behandlas i Eyvind Johnsons roman Drömmar om rosor och eld.

## Befolkningsutveckling
Antalet invånare i kommunen Loudun
| Referens: INSEE |